# Maximiliano Ezequiel B
Maximiliano Ezequiel B (Mar del Plata, 25 de marzo de 1982) es un artista y actor argentino, bajo el seudónimo de HayCumbia HayJoda, su vinculación con el género de la cumbia llegó a comienzos de la década de 2000, sale «Tan lejos de ti» su segundo material, que incluye temas como «Tan lejos de ti» y «Otra cara bonita».

## Biografía
Maximiliano Ezequiel B, nació en la localidad de Mar del Plata, provincia de Buenos Aires, el 25 de marzo de 1982 proviniendo de una familia clase media trabajadora. Empezó a interesarse por la música y la actuación desde temprana edad.

### Inicios
Su vinculación con el género de la cumbia llegó a comienzos de la década de 2000, brindado shows en locales nocturnos y fiestas. El proyecto, reconocido principalmente por la canción Morango Do Nordeste, tuvo cierta repercusión mediática en Argentina a pesar de su corta duración. En 2001 se decide darle un toque colombiano al estilo. Sumando acordeón y trombones sale "Tan lejos de ti" su segundo material, que incluye temas como "Tan lejos de ti" y "otra cara bonita". Al finalizar su experiencia con el grupo, Maximiliano fue descubierto por un productor que le propuso iniciarse en el mundo del modelaje, apareciendo en campañas publicitarias y en algunos programas de televisión, a mediados de 2001 tras varios casting queda seleccionado para participar de una Telenovela melodramática Yago pasión Morena emitida en una producción de telefe productor(es) Gabriel Fierro teniendo su primera emisión el 21 de mayo de 2001 en la televisión Argentina. en el año 2004 y después de haber confeccionado un disco completo, solo sale a la venta un compilado de varios artistas llamado "Reventón tropical" con los temas “Cuando pase el temblor de Haycumbia Hayjoda”, “Quiero saber que es el amor” grupo bandi2 y Nunca es suficiente, por los Angeles azules. Dada la pésima situación del país y los problemas con la discográfica se produce la ruptura entre Leader Music y Maximiliano luego de 5 años. 2015 se vuelve a reunir la banda, pese a cambios en la formación y un receso musical de dos años, se siguen presentando habitualmente en Argentina y Chile. En este último país establecen su residencia temporal, dado los amplios calendarios de presentaciones.

### Carrera
En el año 2004 y después de haber confeccionado un disco completo, solo sale a la venta un compilado de varios artistas llamado «Reventón tropical» con los temas “Cuando pase el temblor de Haycumbia Hayjoda”, “Quiero saber que es el amor”grupo Bandi2.

### Actualidad
En 2020 Maximiliano decide fundar Haycumbia Hayjoda donde decidió compartir su pasión con otros artistas.
En el año (2020) lanza un disco llamado Cuando pase el temblor, Ditto music (2021) Single Hawaí, Ditto music (2022) nuevo disco con el nombre Marinero, Ditto music que incluye la canción Universo paralelo también con dicha canción, llega el videoclip (Oficial) En el año (2023) lanza su nuevo disco que incluye la canción llamada En mi habitación, de su autoría, junto a ella un video Clip rodado en las costas argentinas de la provincia de Buenos Aires.

## Discografía
| 2001 | Tan lejos de ti        | Leader music |
| 2004 | Reventon tropical      | ser tv       |
| 2020 | Cuando pase el temblor | Ditto music  |
| 2021 | Hawaí                  | Ditto music  |
| 2022 | Marinero               | Ditto        |

## Sencillos y EP
| 2020 | Cuando pase el temblor |       |
| ---- | ---------------------- | ----- |
|      | Corazón                | Ditto |
|      | Después de ti          |       |
| 2021 | Hawaí                  |       |
|      | Fuego contra fuego     |       |
|      | Tusa                   |       |
|      | Sobrio                 |       |
|      | Vida de rico           | Ditto |
|      | Déjame intentar        |       |
| 2022 | Universo paralelo      |       |
|      | Suave                  |       |
|      | Ya me entere           | Ditto |
|      | Bonita y mentirosa     |       |
|      | Y tú te vas (en vivo)  |       |
|      | Odiame                 |       |
| 2023 | En mi habitación       |       |
|      | Sobrio                 |       |
|      | Deja de llorar         | Ditto |
|      | Mensajero de amor      |       |
|      | Hoy mientras           |       |
|      | A.C sina               |       |